# Draaiorgel de Pipo
Draaiorgel de Pipo is een Nederlands straatorgel dat in 1918 bij de orgelfabriek van Bursens werd gebouwd. Het orgel telt 54 toetsen.

## Levensloop
In 1918 werd dit orgel bij Joseph Bursens in Hoboken gebouwd. Het heeft jarenlang in de Jordaan in Amsterdam gespeeld door huurder Piet van der Haar en was toen eigendom van de bekende orgelverhuurder Gijs Perlee. In de jaren tachtig kwam het orgel in het bezit van Draaiamusement Haarlem, maar is in 2009 teruggekocht door de familie Perlee.

## Naam van het orgel
Oorspronkelijk heette het orgel De Vierenvijftig Burssens (vernoemd naar het aantal toetsen en de bouwer). Daarna werd Pipo de Clown op de buik van het orgel geschilderd en kreeg het orgel die naam.
Op de plaats van waar nu de schildering zit, zat ooit de flûte-harmonique (soort orgelpijpjes).
Op de zijpanelen van het orgel zijn schilderingen van Corry Brokken aangebracht. Oorspronkelijk waren deze panelen open, waardoor de achterliggende orgelpijpen zichtbaar waren.

## Bron
- Boek: Glorieuze Orgeldagen, F. Wieffering, 1965, blz. 123-124.